# Svetlana Babanina
Svetlana Babanina (Unión Soviética, 4 de febrero de 1943) es una nadadora soviética retirada especializada en pruebas de estilo braza, donde consiguió ser medallista de bronce olímpica en 1964 en los 200 metros.

## Carrera deportiva
En los Juegos Olímpicos de Tokio 1964 ganó la medalla de bronce en los 200 metros braza —con un tiempo de 2:48.6 segundos, tras su compatriota Galina Prozumenshchikova y la estadounidense Claudia Kolb— y en cuanto a las pruebas por equipo, ganó también el bronce en los relevos de 4x100 metros estilos, tras Estados Unidos y Países Bajos.
Y en la Universiada de 1965 celebrada en Budapest ganó el oro en los 200 metros braza, y el bronce en los 100 metros estilo libre.